# ファミリア (アルバム)
『ファミリア』(Familia)は、イギリスのシンガーソングライター、ソフィー・エリス・ベクスターの6枚目のスタジオ・アルバム。前作『ワンダーラスト』に引き続き、エド・ハーコートがプロデュースを手掛けた。2016年9月2日にEBGB LLPより発売され、批評家からは肯定的な批評を受けた。

## アルバム・コンセプト
本作は『ワンダーラスト』の姉妹作のようでありながら、より大胆になったといい、『ワンダーラスト』での主人公が東ヨーロッパから太陽と温暖に恵まれたラテンアメリカに移り、ウォッカからテキーラに飲み物を変えたようなものだと語っている。

## シングル
4枚のシングルがアルバムからリリースされ、それら全てのミュージック・ビデオを長年のコラボレーターであるソフィー・ミュラーが監督した。
先行シングル「カム・ウィズ・アス」とそれに続く「クリスタライズ」「ワイルド・フォーエヴァー」にはどれもF9によるリミックスが制作された。
「ワイルド・フォーエヴァー」「デス・オブ・ラヴ」のビデオはメキシコのプエルト・バヤルタで撮影が行われた。

## 評価
アルバムはBBC Radio 2やロンドン・イブニング・スタンダードなどのレビューで5つ星に近い評価を獲得した。

## トラックリスト
| 全作詞・作曲: ソフィー・エリス・ベクスター & エド・ハーコート（プロデュースも兼任）。 |                                        |                                                                       |                                                                       |      |
| #                                                                                     | タイトル                               | 作詞                                                                  | 作曲・編曲                                                            | 時間 |
| 1.                                                                                    | 「Wild Forever」                       | ソフィー・エリス・ベクスター & エド・ハーコート（プロデュースも兼任） | ソフィー・エリス・ベクスター & エド・ハーコート（プロデュースも兼任） | 4:21 |
| 2.                                                                                    | 「Death of Love」                      | ソフィー・エリス・ベクスター & エド・ハーコート（プロデュースも兼任） | ソフィー・エリス・ベクスター & エド・ハーコート（プロデュースも兼任） | 4:20 |
| 3.                                                                                    | 「Crystallise」                        | ソフィー・エリス・ベクスター & エド・ハーコート（プロデュースも兼任） | ソフィー・エリス・ベクスター & エド・ハーコート（プロデュースも兼任） | 3:31 |
| 4.                                                                                    | 「Hush Little Voices」                 | ソフィー・エリス・ベクスター & エド・ハーコート（プロデュースも兼任） | ソフィー・エリス・ベクスター & エド・ハーコート（プロデュースも兼任） | 4:14 |
| 5.                                                                                    | 「Here Comes the Rapture」             | ソフィー・エリス・ベクスター & エド・ハーコート（プロデュースも兼任） | ソフィー・エリス・ベクスター & エド・ハーコート（プロデュースも兼任） | 4:06 |
| 6.                                                                                    | 「Come with Us」                       | ソフィー・エリス・ベクスター & エド・ハーコート（プロデュースも兼任） | ソフィー・エリス・ベクスター & エド・ハーコート（プロデュースも兼任） | 3:54 |
| 7.                                                                                    | 「Cassandra」                          | ソフィー・エリス・ベクスター & エド・ハーコート（プロデュースも兼任） | ソフィー・エリス・ベクスター & エド・ハーコート（プロデュースも兼任） | 3:38 |
| 8.                                                                                    | 「My Puppet Heart」                    | ソフィー・エリス・ベクスター & エド・ハーコート（プロデュースも兼任） | ソフィー・エリス・ベクスター & エド・ハーコート（プロデュースも兼任） | 4:05 |
| 9.                                                                                    | 「Unrequited」(featuring Matthew Caws) | ソフィー・エリス・ベクスター & エド・ハーコート（プロデュースも兼任） | ソフィー・エリス・ベクスター & エド・ハーコート（プロデュースも兼任） | 4:32 |
| 10.                                                                                   | 「The Saddest Happiness」              | ソフィー・エリス・ベクスター & エド・ハーコート（プロデュースも兼任） | ソフィー・エリス・ベクスター & エド・ハーコート（プロデュースも兼任） | 4:14 |
| 11.                                                                                   | 「Don't Shy Away」                     | ソフィー・エリス・ベクスター & エド・ハーコート（プロデュースも兼任） | ソフィー・エリス・ベクスター & エド・ハーコート（プロデュースも兼任） | 4:30 |
| 合計時間:                                                                             | 合計時間:                              | 44:05                                                                 |                                                                       |      |

## 発売形態
- CD（デラックス・エディション）
- CD（通常盤）
- LP
- iTunes デジタル・アルバム
- MP3 デジタル・アルバム

## チャート
| チャート (2016)              | 最高 順位 |
| ---------------------------- | --------- |
| ベルギー (Ultratop Flanders) | 164       |
| スコットランド (OCC)         | 12        |
| UK アルバムズ (OCC)          | 12        |
| UK Independent Albums (OCC)  | 3         |